# Alessandro Alunni Bravi
Alessandro Alunni Bravi, född 23 november 1974, är en italiensk journalist, föreläsare, advokat, jurist, idrottsledare och spelaragent. Han arbetade som senast stallrepresentant (stallchef) för det schweiziska Formel 1-stallet Sauber mellan den 26 januari 2023 och slutet av januari 2025 när Jonathan Wheatley tog över sysslan.
Han avlade en juristexamen vid Università degli Studi di Perugia. Under studietiden arbetade Bravi som journalist för motorsportsmagasinet Autosprint och bevakade Formel 1, det var ett sätt att finansiera studiekostnaderna. Efter han avlade sin examen arbetade Bravi som föreläsare vid universitetets juristfakultet. På tidigt 2000-tal startade han sin yrkeskarriär inom motorsport när han, som advokat, börja företräda den italienske motorcykelföraren Andrea Dovizioso. Efter det har Bravi varit bland annat juridisk expert för Coloni Motorsport när stallet körde i Formel 3000; general manager för World Rally Championships deltävling Rally Italia Sardinia; stallchef och VD för Trident Racing i GP2 Series; chefsjurist för ART Grand Prix och Spark Racing Technology; arbetade för Nicolas Todt och dennes agentfirma All Road Management samt egna agentfirman Trusted Talent Management. Under sin tid som spelaragent företrädde han motorsportsförare såsom Gianmaria Bruni, Robert Kubica, Christian Lundgaard och Stoffel Vandoorne. År 2017 utsågs han till att vara chefsjurist för Sauber samt ledamot och VD för Sauber Motorsport, året efter blev han mötessekreterare i Saubers styrelse. År 2022 utsågs Bravi till att vara VD för själva F1-stallet och blev till slut även stallrepresentant (stallchef) för Sauber (då Alfa Romeo Racing) efter att Frédéric Vasseur lämnade stallet.